# Mercury (automóviles)
Mercury fue una marca de automóviles de lujo, división del fabricante estadounidense Ford Motor Company, hasta su cierre en 2011 al ser considerada insolvente. Fabricaba modelos en mercados de Estados Unidos, Canadá, México, Argentina y Brasil.
Esta división basó generalmente sus vehículos en la carrocería y chasis de modelos de Ford, con cambios estéticos lujosos, pero utilizando las mismas motorizaciones.
Mercury se comercializó como una marca de precio medio durante casi toda su existencia, reduciendo la brecha de precios entre las líneas de modelos Ford y Lincoln. Compitiendo contra Oldsmobile dentro de General Motors, Mercury también compitió más directamente contra DeSoto, Hudson y Studebaker de Chrysler.
Su último emblema era una cascada de plata.

## Historia

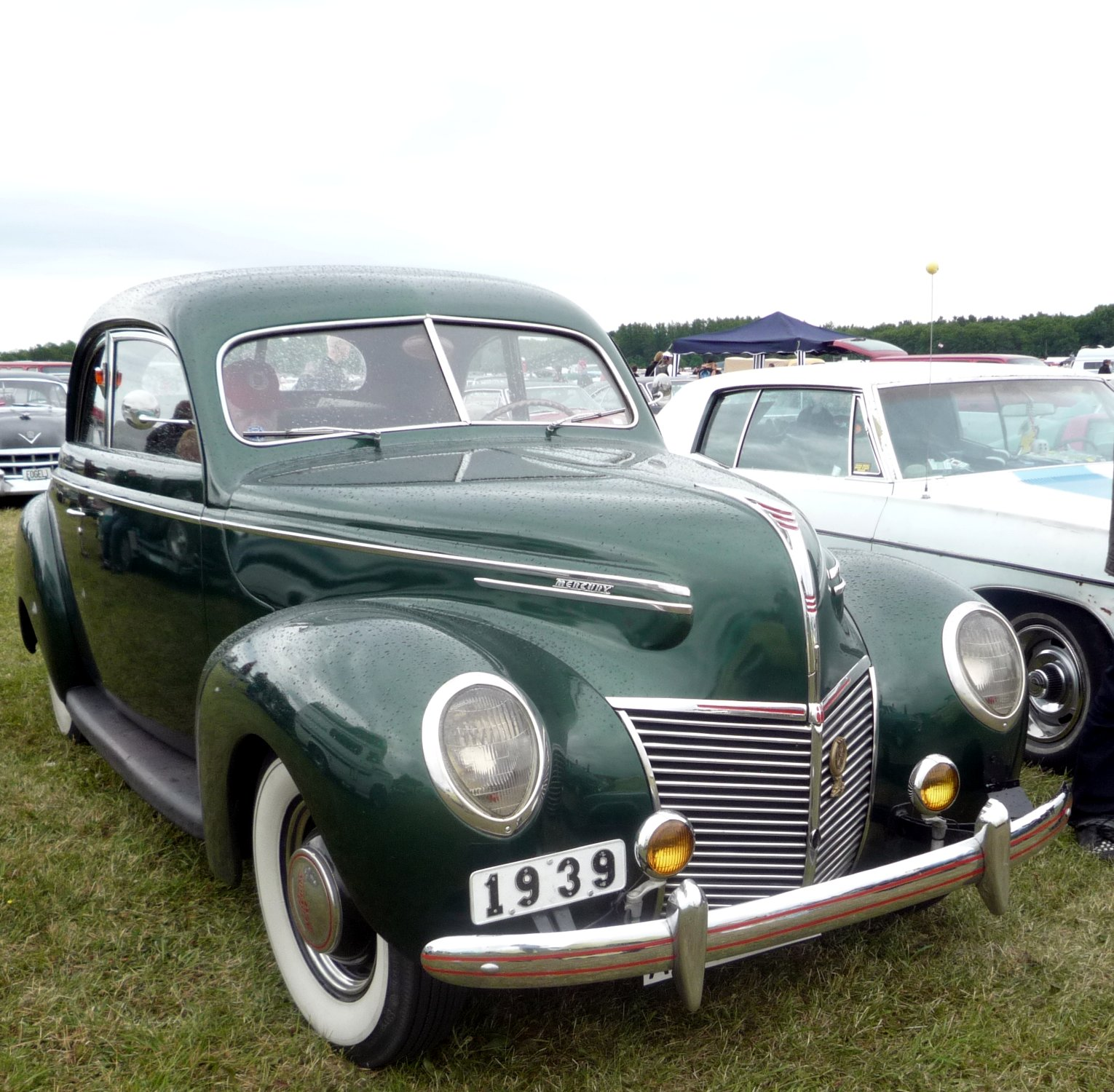
Modelo 1939 en verde

A mediados de la década de 1930, Ford Motor Company se dio cuenta de que necesitaban introducir otra marca para ofrecer productos similares que ofrecían sus dos mayores competidores, a pesar del éxito continuo de su nuevo producto Ford DeLuxe V8. En contraste con la línea completa de marcas de General Motors (siete) y Chrysler Corporation (cuatro), en 1935, Ford ofrecía solo su marca homónima y automóviles Lincoln Motor Company. Uno de los vehículos más caros construidos y vendidos en los Estados Unidos, el Lincoln Model K fue rivalizado en precio por el Cadillac V-12 y V-16, el Packard Eight, el Chrysler Imperial Eight y el modelo J de Duesenberg .
Como solución, Ford lanzó su propia versión del programa de fabricación complementaria de General Motors de fines de la década de 1920 , lo que llevó a la compañía a expandirse de dos placas de identificación a cinco para fines de la década. Para 1936, Ford introdujo la submarca Lincoln-Zephyr de Lincoln, dando a la línea un automóvil V12 para competir contra LaSalle y Buick , Chrysler Airstream y Airflow y Packard One-Twenty . Para 1938, Ford ganó una submarca propia con el Ford De Luxe de precio más alto , un automóvil V8 con molduras interiores y exteriores específicas del modelo.
En 1935, después de haber considerado una lista de 104 nombres que incluía Ford Falcon, Pharaoh y Cyclops, Edsel Ford eligió "Mercury", el nombre del mensajero de los dioses de la mitología romana, por simbolizar confiabilidad, elocuencia, habilidad y velocidad. Un nombre muy apropiado para una línea de automóviles destinados a abarcar el siglo y más allá.
En 1937, Edsel Ford comenzó a trabajar en Mercury como la primera marca completamente nueva de Ford Motor Company. Aunque Chevrolet utilizó brevemente la placa de identificación para 1933 ( Chevrolet Mercury ), el nombre del dios romano se seleccionó personalmente entre más de 100 posibles modelos y marcas. No era la primera vez que se usaba el nombre "mercury" para un automóvil. Hubo siete compañías distintas que usaron el nombre desde 1903 hasta 1923, cuando cada compañía quebró dentro de los dos años posteriores a la apertura del negocio, incluido un fabricante de automóviles a vapor en San Francisco, California, y Mercury Cyclecar Company, un fabricante de bicicletas en 1913 y 1914.
En noviembre de 1938, Edsel Ford presentó el Mercury Eight en cuatro estilos de carrocería en el Auto Show de Nueva York, presentando un sedán de dos y cuatro puertas, junto con un convertible de dos puertas y un sedán de dos puertas con maletero. El diseño de la carrocería fue supervisado por ET 'Bob' Gregorie. Si bien es similar en concepto al modestamente rediseñado De Luxe Ford, el V8 Mercury era un automóvil completamente nuevo del tamaño de Ford y el Lincoln-Zephyr.
En 1947 la producción aumentó aún más, a 86,383 vehículos. Esto incluye unas pocas camionetas que se convirtieron a tracción en todas las ruedas, como la hermosa camioneta Birch Mercury con tracción en cuatro ruedas de 1947, que casi podría considerarse como uno de los primeros SUV.
La aparición del estilo de carrocería completamente nuevo del modelo 1949 inició una moda. Más tarde, después de aparecer en la película Rebelde sin causa en 1955, en la que el actor James Dean maneja una versión ligeramente modificada, este vehículo alcanzaría renombre como un auto clásico.

## Modelos

### Grand Marquis

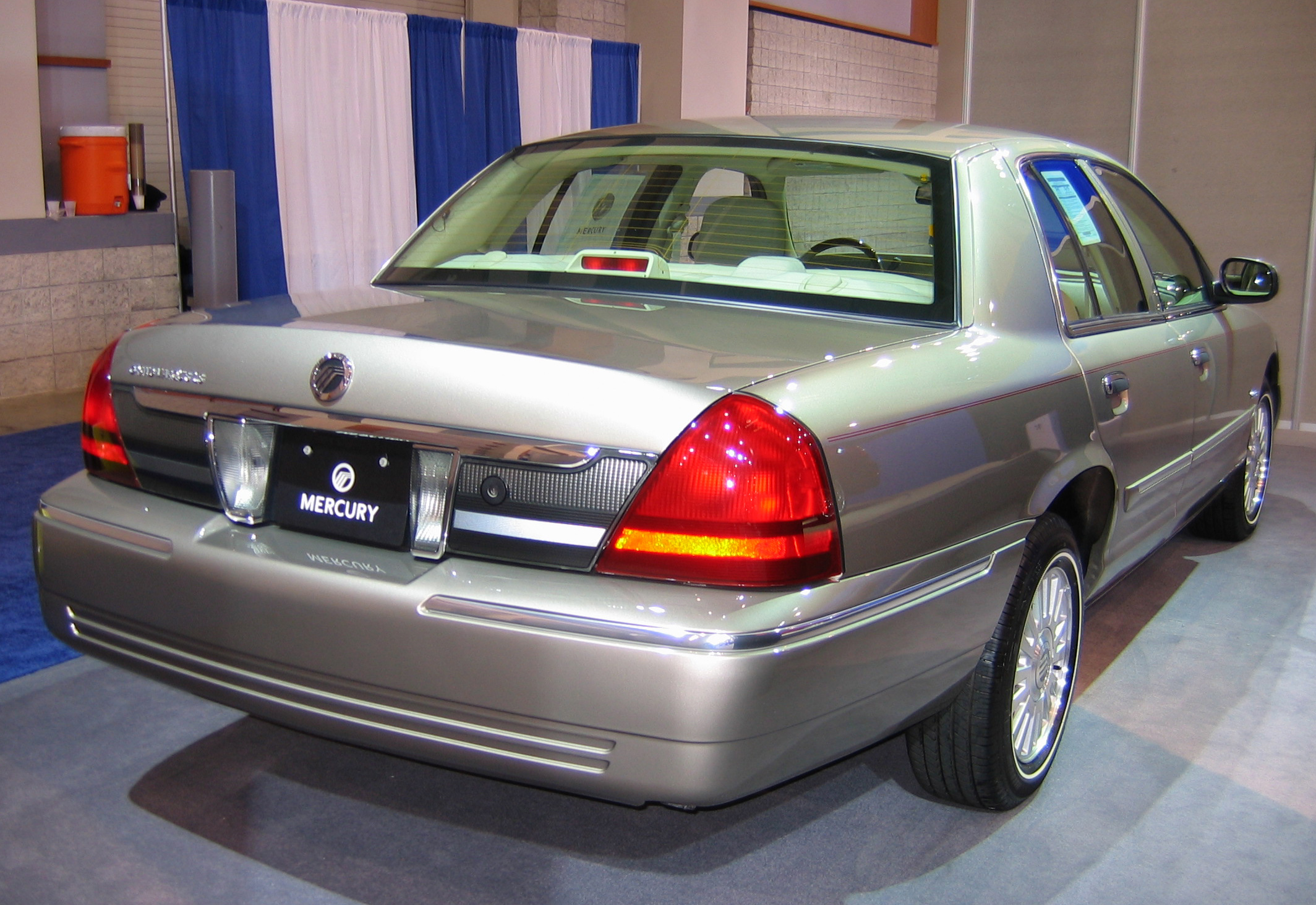
Vista trasera de un modelo 2003 en el Salón del Automóvil de Washington D. C. de 2006

Fue el Mercury más vendido de la historia que ofrecía una imagen refinada, que hacían de este vehículo uno de los favoritos del mercado norteamericano. Sus 5.4 metros de longitud encerraban un enorme espacio interior. Su motor era un V8 de 4.6 litros de 16 válvulas que entregaba 224 caballos. Existe una versión con 239 HP gracias a un sistema de doble escape. Este modelo era el que marcaba el punto de mayor lujo de la marca, destacando por su gran tamaño.
En Venezuela se comercializó como Guri Conquistador o simplemente Conquistador, de un modo particular el modelo de 1982 y se vendía en los concesionarios Ford.

## Modelos producidos
| - Bobcat (1975-1980) - Brougham (1967-1968) - Capri (1979-1986, 1991-1994) - Colony Park (1957-1991) - Comet (1960-1977) - Commuter (1957-1968) - Cougar (1967-1997, 1999-2002) - Custom (1956) - Cyclone (1964-1972) - Eight - Ghia - Grand Marquis (1983-2011) - LN7 (1982-1983) - Lynx (1981-1987) | - M-Series (1946-1968) - Marauder (1963-1965, 1969-1970, 2003-2004) - Mariner y Mariner Hybrid (2005-2011) - Medalist - Milan (2006-2011) - Montego (1968-1976, 2005-2007) - Monterey (1950-1974, 2004-2007) - Mercury Mountaineer (1997-2011) - Tracer - Topaz - Sable (1986-2005, 2008-2011) - Villager (1993-2002) - XR4Ti - Mystique (1994-2000) |